# ویکتور ولاسوف (تیرانداز)
ویکتور ولاسوف (انگلیسی: Viktor Vlasov؛ زادهٔ ۲۱ ژوئن ۱۹۵۱) تیرانداز اهل اتحاد جماهیر شوروی سوسیالیستی بود.